# KS Gwardia Bielsko-Biała
KS Gwardia Bielsko-Biała – polski klub judo z siedzibą w Bielsku-Białej założony w 1981. Hala sportowa Gwardii znajduje się przy ul. Doliny Miętusiej 17 na Osiedlu Karpackim.

## Historia
2 maja 1970 dzięki staraniom Mieczysława Malczewskiego, powstała w Bielsku-Białej filia klubu Gwardia Katowice. W pierwszym etapie Malczewski zdobył ponad trzydziestów adeptów judo. Po roku, trzech z nich wywalczyło medale podczas Mistrzostw Polski Młodzików we Wrocławiu. Treningi w tym czasie odbywały się w sali Domu Kultury Włókniarzy lub w sali domu kultury w dzielnicy Lipnik. 5 października 1978 powołano do życia Gwardyjskie Koło Sportowe "Gwardia" Bielsko-Biała, przemianowane w 1981 w samodzielny Klub Sportowy "Gwardia".

## Znani zawodnicy
| - Krzysztof Kurczyna - Andrzej Basik - Anita Kubica - Agnieszka Chlipała - Monika Dikow | - Monika Cabaj - Barbara Haręźlak - Agnieszka Zabrocka - Maja Rasińska |